# تیفون هایان
تیفون هایان که در فیلیپین تیفون یولاندا نیز شناخته می‌شود، تیفون بسیار قدرتمندی بود که بخش‌های از جنوب شرقی آسیا به‌ویژه فیلیپین را در اوایل نوامبر ۲۰۱۳ تخریب کرد. در میان توفندهای فلیپین هایان با کشتن دست کم ۵٫۶۷۰ نفر مرگبارترین آن‌ها بوده‌است. همچنین هایان قوی‌ترین تیفون ثبت شده‌ای است که تابحال به خشکی وارد شده و به‌طور غیررسمی از حیث سرعت باد چهارمین توفان قوی ثبت شده به حساب می‌آید.